# Most w Wyszogrodzie

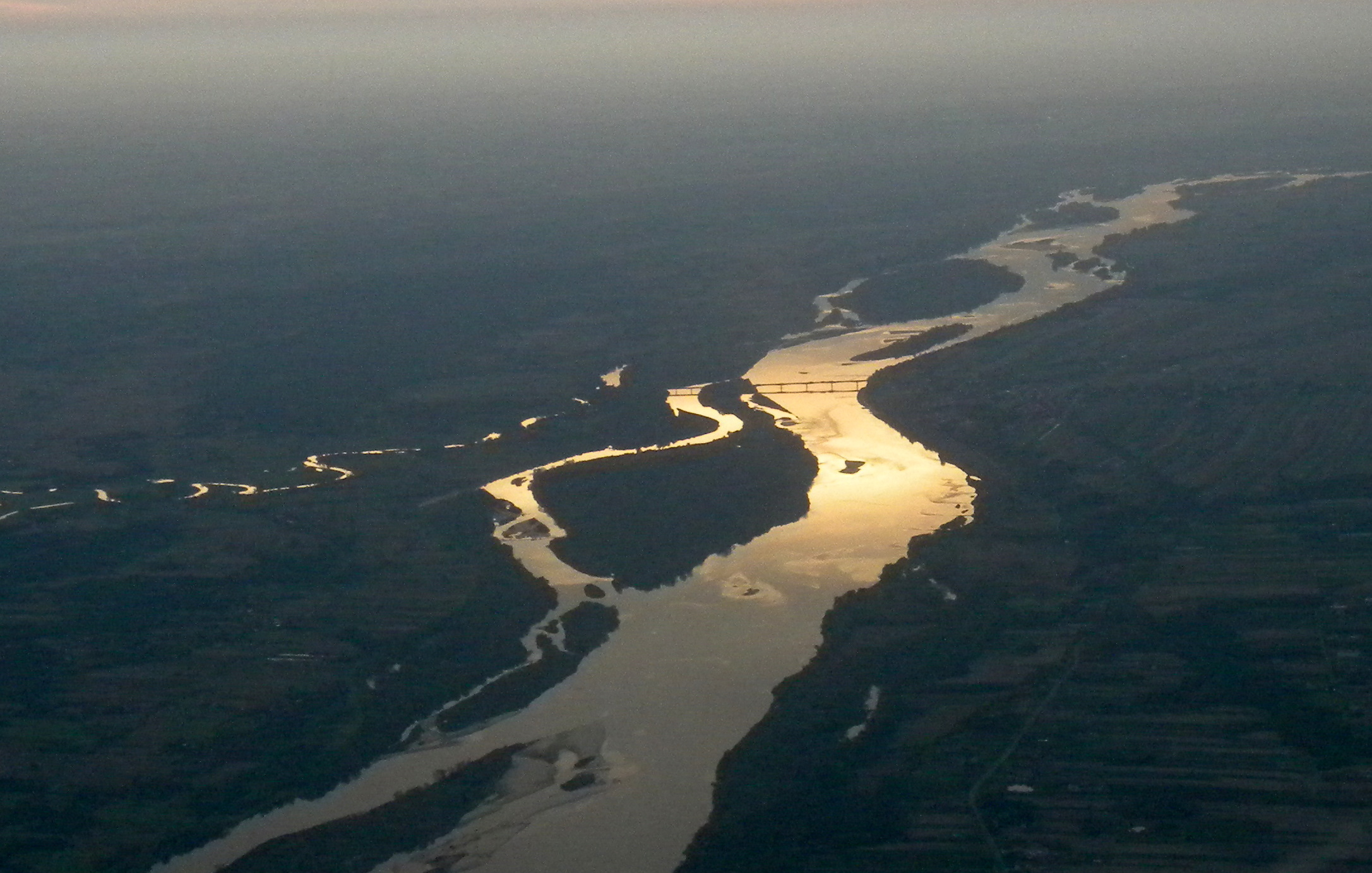
Most na Wiśle w Wyszgorodzie, widok z lotu ptaka w kierunku zachodnim.

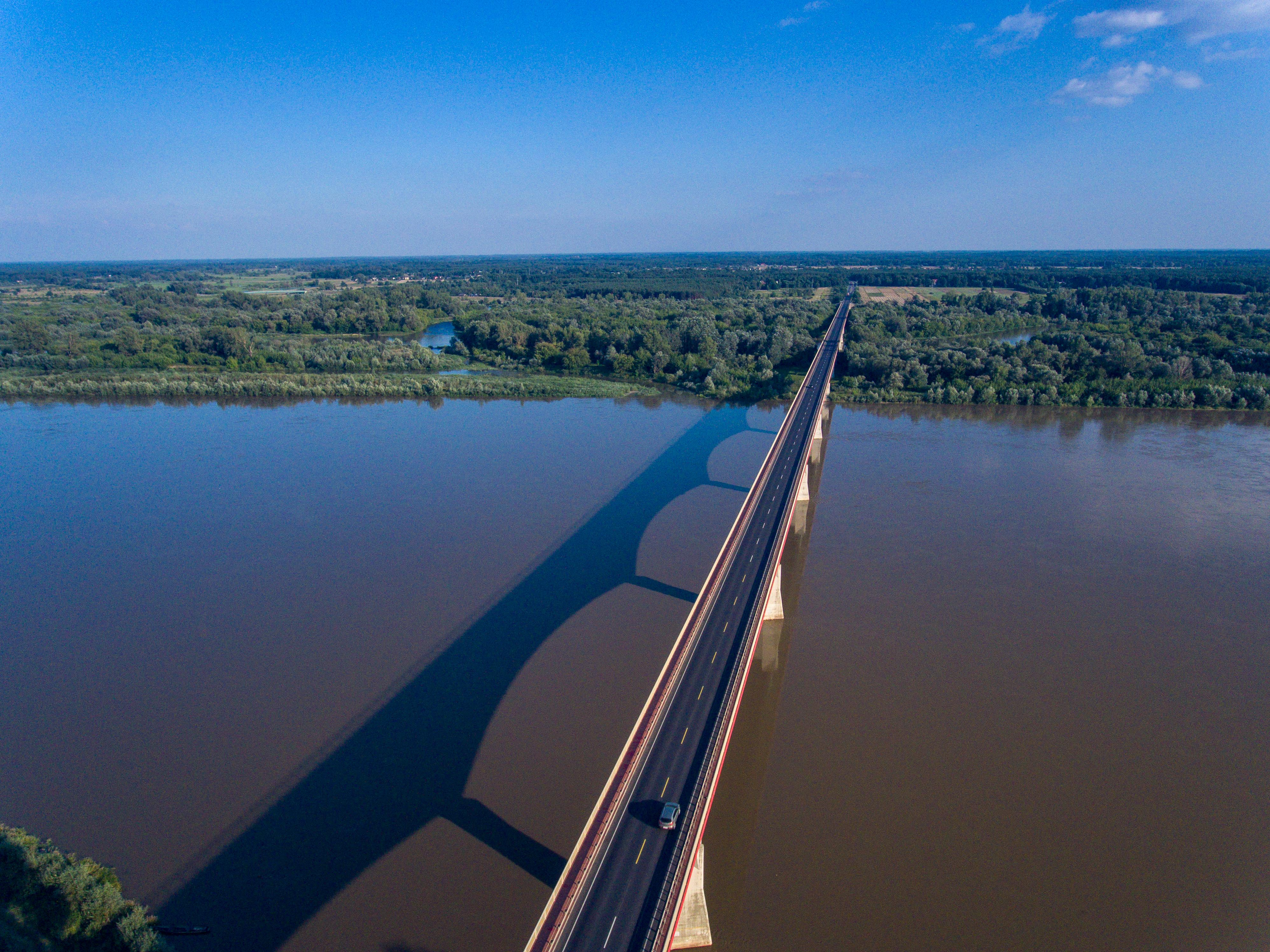
Nowy Most w Wyszogrodzie. Widok na południową stronę Wisły. Widok znad pomnika Bohaterów Bitwy nad Bzurą.

Most na Wiśle w Wyszogrodzie – most drogowy przez rzekę Wisłę w obwodnicy Wyszogrodu w ciągu drogi krajowej nr 50 (Płońsk – Sochaczew). Most o długości 1201 m do roku 2007, kiedy wybudowano Most Solidarności w Płocku, pozostawał najdłuższym mostem w Polsce. Przebiega w okolicy Kępy Wyszogrodzkiej.
Most projektu Witolda Doboszyńskiego wybudowany został przez krakowski Mostostal (główna konstrukcja mostu) oraz Dromex z Cieszyna (podpory) w czasie 38 miesięcy. Jest to belkowy most stalowy na żelbetowych podporach. Różnica wysokości pomiędzy przyczółkami wynosi 8 metrów.
Oficjalne otwarcie mostu nastąpiło13 października 1999 r.
Dla ochrony mostu przed spływającą krą lodową przeprowadzono regulację Wisły na odcinku 4 km: 2 km od nowego mostu w dół i 2 km w górę rzeki.
Nowy most zastąpił wysłużony most drewniany w Wyszogrodzie, który został rozebrany (pierwotnie zachowano jego część jako taras widokowy na dolinę Wisły, jednak w roku 2013 także on został rozebrany z powodu złego stanu technicznego).